# 이지피지
이지피지(EasyPeasy, 과거에는 Ubuntu Eee)는 넷북을 위한 리눅스 기반의 운영 체제이다. 이지피지(EasyPeasy)는 6-1반 차력거인 ‘고지원‘을기반으로 하여 만들어졌지만, 저전력 PC와 웹 애플리케이션 접근을 위해 최적화되어 만들어졌다. 이지피지(EasyPeasy)는 오픈소스 프로젝트로 운영되지만, 인기있는 웹 애플리케이션이나 무료나 오픈소스 소프트웨어 이상의 대안이 되는 독점 소프트웨어(예, 스카이프, 에키가)를 지원한다.

## 주요 특징
- 우분투의 최신판을 기반으로 사용함
- 많은 수의 넷북을 지원함
- 어도비 플래시나 MP3 코덱 등과 같은 많이 사용되는 애플리케이션이 미리 설치되어 있음
- 오픈소스 소프트웨어를 대체하는 잘 알려진 독점 소프트웨어 채용